# Кімія Юї
Кімія Юї  (яп. 油井 亀美也 Юї Кімія) ; нар. 30 січня 1970) — японський льотчик-випробувач, десятий японський астронавт (5-го набору JAXA) та 542-й космонавт світу. 23 липня 2015 року у складі екіпажу транспортного пілотованого корабля «Союз ТМА-17М» стартував з космодрому Байконур до Міжнародної космічної станції. Став п'ятим астронавтом Японії, який потрапив на МКС на тривалий строк. Учасник основних космічних експедицій МКС-44/МКС-45. Полковник запасу Повітряних сил Японії.

## Біографія
Кімія Юї народився 30 січня 1970 у селі Кавакамі, префектура Наґано, Японія, у сім'ї Сукедзі (Sukeji) та його дружини Яеко (Yaeko). Батько дав синові ім'я Кімія, перший ієрогліф якого означає слово черепаха, щоб син терпляче, крок за кроком, йшов до своєї мети.

### Служба у Повітряних силах самооборони Японії
У 1988 році у Нагано закінчив середню школу та вступив до вищої науково-інженерної школи при Академії національної оборони Міністерства оборони Японії, яку закінчив у березні 1992 року. Здобув ступінь бакалавра наук у галузі машинобудування.
З квітня 1992 року служив у Повітряних силах Японії. У 1993 році йому надано звання другого лейтенанта, приступив до льотної підготовки як пілот літаків Fuji T-3, Fuji T-1, Mitsubishi T-2 у Японії та літаків T-38, T-38А у Повітряних силах США. У 1996 році був переведений у 204 ескадрилью (англ. 204th Airlift Squadron) пілотом літака F-15. У 2000 році був переведений офіцером-інструктором до Національної академії оборони Японії. З 2002 до 2003 року пройшов навчання на курсах підготовки льотчиків-випробувачів, а у 2003—2004 роках — на командно-штабних курсах у школі льотного складу. У 2004—2006 роках служив льотчиком-випробувачем літака F-15 на базі сил самооборони Ґіфу у місті Какаміґахара префектури Ґіфу.
У 2006 році, після закінчення навчання у Школі спільного застосування родів військ при Штабному коледжі Об'єднаних сил родів військ (США), було направлено для проходження служби у Відділення забезпечення взаємодії Об'єднаного штабу. У 2008 році він отримав звання полковника. Служив у відділі розробки оборонних програм Штабу ВПС Японії. Загальний наліт Юї на різних типах літальних апаратів становить понад 2000 годин. У квітні 2009 року був звільнений зі збройних сил у відставку.

### Космічна підготовка
25 лютого 2009 року був відібраний кандидатом в астронавти JAXA, 1 квітня того ж року зарахований до штату, та розпочав курс космічної підготовки у японському космічному центрі у м. Цукуба. У серпні — був відряджений до Х'юстона (штат Техас, США) для проходження загальнокосмічної підготовки у Космічному центрі імені Ліндона Джонсона разом з астронавтами 20-го набору НАСА.

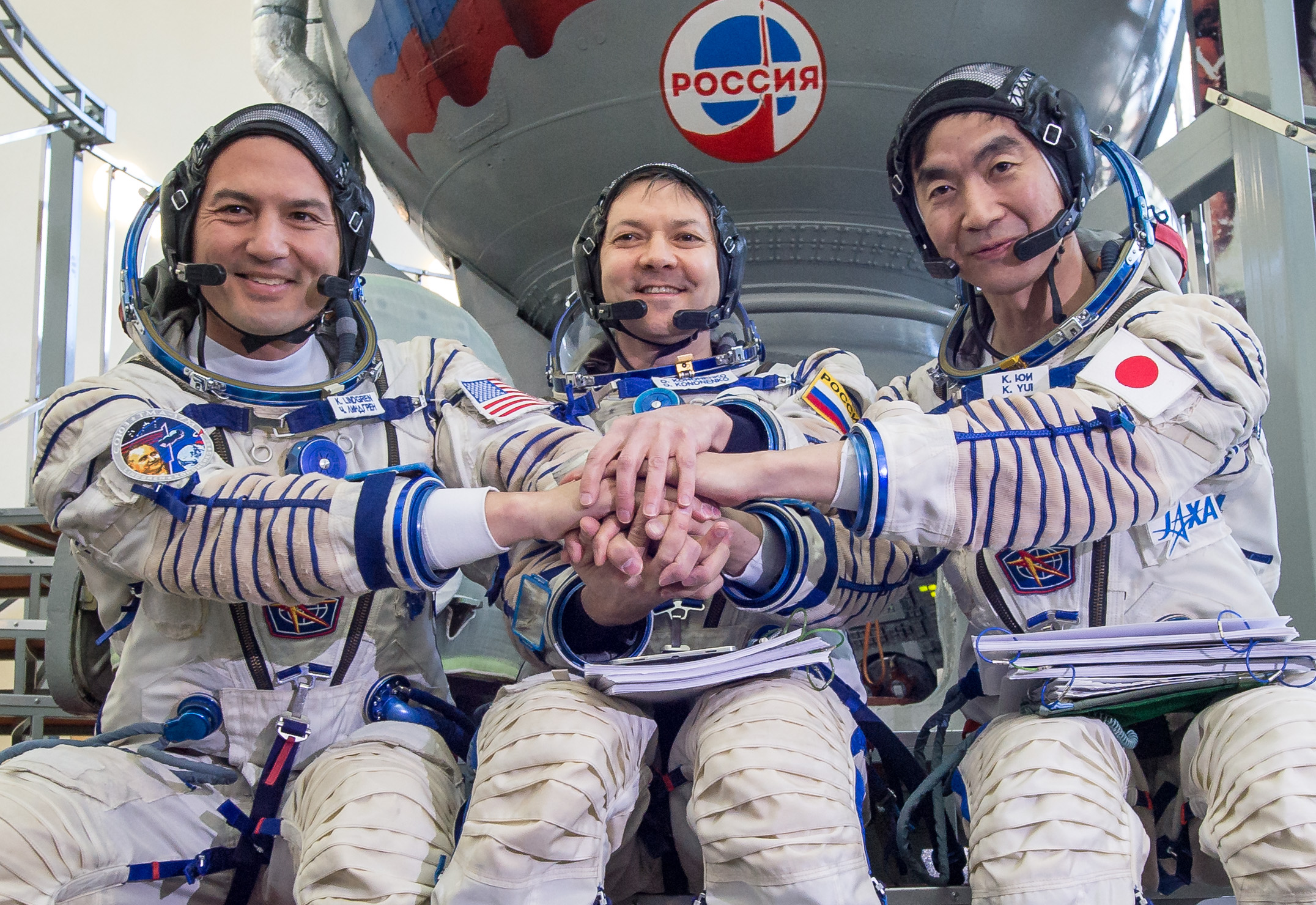
Екіпаж «Союз ТМА-17М». Зліва направо: Ч. Ліндгрен, О. Д. Кононенко, К. Юї

25 липня 2011 року, завершивши загальнокосмічну підготовку, був зарахований до загону астронавтів JAXA й отримав кваліфікацію астронавта Міжнародної космічної станції. У червні 2012 року брав участь у 12-денному підводному експерименті 16-ї експедиції НАСА, який проходив у підводній лабораторії США на дні Атлантичного океану. У жовтні 2012 року був призначений членом екіпажу на МКС 44/45 місії, старт якої був запланований на травень 2015 року.
11 лютого 2013 року розпочав підготовку до ЦПК. Отримав призначення дублером бортінженера космічного корабля «Союз ТМА-15М» і бортінженером основного екіпажу «Союз ТМА-17М». З 27 до 29 січня 2014 року разом з космонавтом О. Д. Кононенком й астронавтом НАСА Ч. Ліндгреном проходив автономне комплексне тренування з дій екіпажу у разі аварійної посадки взимку у лісисто-болотистій місцевості. У лютому 2014 року продовжив космічну підготовку в Цукубському космічному центрі з вивчення систем японського модуля Кібо.
У жовтні 2014 року, спільно з командиром корабля космонавтом О. Кононенко та бортінженером астронавтом Ч. Ліндгреном, склав іспит й отримав залік на тренажері російського сегмента МКС. 6 листопада міжвідомча комісія у Зоряному містечку затвердила його бортінженером-1 дублюючого екіпажу корабля «Союз ТМА-15М», 22 листопада на космодромі Байконур це призначення було підтверджено Державною комісією. 24 листопада, під час старту космічного корабля, виконував обов'язки дублера.
У травні 2015 року екіпаж космічного корабля у складі О. Кононенка, К. Юї та Ч. Ліндгрена, провів комплексні тренування у Центрі підготовки космонавтів імені Ю. А. Гагаріна й успішно склав іспит на тренажері «Союз ТМА-М». 8 липня 2015 року рішенням міжвідомчої комісії Юї було затверджено до складу екіпажу чергової експедиції на Міжнародну космічну станцію, 10 липня 2015 року основний екіпаж пілотованого космічного корабля «Союз ТМА-17М» прибув на космодром Байконур, де пройшов тренування перед польотом. 21 липня К. Юї був затверджений бортінженером-1 основного екіпажу «Союз ТМА-17М».

## Космічний політ
Запуск космічного корабля «Союз ТМА-17М» спочатку був запланований на 26 травня 2015 року. Однак після низки невдалих запусків російських ракет-носіїв навесні 2015 року було ухвалено рішення перенести старт «Союз ТМА-17М» на липень 2015 року.
Політ розпочався 23 липня 2015 року. Екіпаж корабля «Союз ТМА-17М» у складі командира корабля О. Кононенка, бортінженерів Ч. Ліндгреном і К. Юї о 00 годині 03 хвилині MSK стартував з космодрому Байконур до МКС. Підліт до МКС був виконаний за короткою шестигодинною схемою. Через 5 годин 42 хвилини після старту корабель був в автоматичному режимі пристикований до малого дослідного модуля «Рассвет» (МІМ1) російського сегмента МКС.
Космічна місія К. Юї на МКС була розрахована на п'ять місяців, під час якої він брав участь у низці наукових експериментів. У серпні 2015 року він провів стикування японського вантажного корабля HTV «Коноторі-5» з МКС. Планував на японському устаткуванні CALET провести експеримент із дослідження випромінювання частинок високої атомної маси й енергії (експеримент з вивчення темної матерії). Вперше у японському експериментальному модулі Кібо астронавт К. Юї планував провести досліди з використанням мишей.
Статистика
| # | Стартовий корабель | Старт                  | Експедиція      | Корабель посадки | Посадка                | Наліт                       | Виходи у відкритий космос | Час у відкритому космосі |
| - | ------------------ | ---------------------- | --------------- | ---------------- | ---------------------- | --------------------------- | ------------------------- | ------------------------ |
| 1 | Союз ТМА-17М       | 22.07.2015 , 21:02 UTC | МКС-44 / МКС-45 | Союз ТМА-17М     | 11.12.2015 , 13:12 UTC | 141 доба 16 годин 09 хвилин | 0                         | 0                        |
|   |                    |                        |                 |                  |                        | 141 доба 16 годин 09 хвилин | 0                         | 0                        |

## Сім'я, захоплення, хобі
Кімія Юї одружений з Суміо (Sumiyo), у сім'ї троє дітей (одна донька та двоє синів).
К. Юї захоплюється грою у гольф, софтбол і теніс, любить читання книг.